# 미코나스테스과
미코나스테스과(Mychonastaceae)는 녹조강 스파이로플레아목에 속하는 녹조류과의 하나이다. 2개 속에 21종으로 이루어져 있다.

## 하위 속
- 미코나스테스속 (Mychonastes) P.D.Simpson & S.D.Van Valkenburg, 1978 - 20종
- 프세우도디크티오파이리움속 (Pseudodictyosphaerium) Hindák, 1978 - 유일종 P. naviculiforme